# 7e Legerkorps (Verenigd Koninkrijk)
Het Britse 7e Legerkorps (VII Corps) was een legerkorps dat actief was in de Eerste Wereldoorlog en de Tweede Wereldoorlog.

## Eerste Wereldoorlog
Het 7e Legerkorps werd op 14 juli 1915 in Frankrijk als onderdeel van het Britse Derde Leger opgericht. De bevelhebber werd luitenant-generaal Thomas D'Oyly Snow. Het vocht tijdens de oorlog aan het Westfront. In 1916 werd het bevel overgenomen door Sir Edmund Allenby. Het legerkorps nam deel aan de Slag aan de Somme. In april en mei 1917 vocht het 7e Legerkorps mee in de Slag om Arras en eind 1917 in de Slag bij Cambrai. In 1918 werd het commando overgenomen door luitenant-generaal Sir Walter Congreve en het legerkorps vocht mee tijdens in Operatie Michael.

## Tweede Wereldoorlog
Het 7e Legerkorps werd in de Tweede Wereldoorlog heropgericht. Midden 1940 had het legerkorps de controle over de veldeenheden die een mogelijke Duitse invasie moesten tegenhouden. Op 17 juli 1940 bestond het 7e Legerkorps uit de 1ste Canadese Infanteriedivisie, 1e Pantserdivisie en het 2e Nieuw-Zeelandse Expeditie-eenheid. Het legerkorps stond over bevel van de Canadese generaal-majoor Andrew McNaughton. Als de Duitse invasie plaatsvond moest het legerkorps de vijandelijke legers die geland waren in Surrey-Kent-Sussex-Hampshire vernietigen door middel van een tegenaanval. Op 25 december 1940 werd het 7e Legerkorps hernoemd in het Canadese Korps (Canadian Corps).
Later in de oorlog werd het legerkorps nieuw leven ingeblazen om te dienen als afleidingseenheid van het Vierde Leger tijdens Operatie Fortitude. In januari 1945 werd het weer ontbonden.